# いける本大賞
いける本大賞とは、日本の文学賞。

## 概要
2010年、「ムダの会」により創設。
「ムダの会」は定期的に編集者や全国紙の文化・学芸記者、著者などが出版に関する意見交換をおこない、書評誌「いける本・いけない本」を発行している。
選考基準は、作り手の「どうしてもこれだけは表現したい!」という熱い思いが表現されているかどうか。人文書、ノンフィクションが主な選考対象となっている。
創設メンバーの一人であり、活動の中心を担っていた元講談社専務の鷲尾賢也が2014年に急逝したことで、「ムダの会」の定期開催が困難になり、同賞も無期限の休止となった。

## 受賞作品と受賞者
- 第1回（2010年度）
  - 大賞　『人生一般二相対論』（東京大学出版会）須藤靖
  - 大賞　『近世考―西鶴・近松・芭蕉・秋成―』（影書房）日暮聖
  - 大賞　『宇宙は何でできているのか』（幻冬舎)　村山斉

- 第2回（2011年度）
  - 大賞　『赤紙と徴兵』（彩流社）吉田敏浩
  - 大賞　『コンニャク屋漂流記』（文藝春秋）星野博美
  - 特別賞 「世界 (雑誌)」（岩波書店）

- 第3回（2012年度）
  - 大賞　『「東京電力」研究　排除の系譜』（講談社）斎藤貴男
  - 特別賞　シリーズ『昭和二十年』（草思社）鳥居民

- 第4回（2013年度）
  - 大賞　『永続敗戦論　戦後日本の核心』（太田出版）白井聡
  - 大賞　『孤独なバッタが群れるとき　サバクトビバッタの相変異と大発生』（東海大学出版会）前野ウルド浩太郎
  - 大賞　『永山則夫　封印された鑑定記録』（岩波書店）堀川惠子

- 第5回（2014年度）
  - 大賞　『大杉栄伝　永遠のアナキズム』（夜光社）栗原康
  - 大賞　『紙つなげ！　彼らが本の紙を造っている　再生・日本製紙石巻工場』（早川書房）佐々涼子